# IC 5171
IC 5171 — галактика типу SBbc (компактна витягнута галактика) у сузір'ї Журавель.
Цей об'єкт міститься в оригінальній редакції індексного каталогу.